# Medasina telepompa
Medasina telepompa là một loài bướm đêm trong họ Geometridae.